# Dunkeld (Australia)
Dunkeld è una località situata nello Stato di Victoria, in Australia, all'estremità meridionale del Parco nazionale Grampians, nella Contea di Southern Grampians. Si trova a circa 283 chilometri a ovest di Melbourne sulla Glenelg Highway. La popolazione della città è stabile ma soggetta ad invecchiamento. Al censimento del 2016, Dunkeld aveva una popolazione di 678 abitanti.

## Storia
Il popolo Djab wurrung ha abitato questa regione a sud e ad est della regione dei Grampians per oltre 4.000 anni prima dell'arrivo degli europei. I primi pastori si stabilirono qui alla fine del 1830, segnando un decennio di violenti scontri con la popolazione Djab wurrung. Il piccolo insediamento europea sviluppatosi, era inizialmente conosciuto come Monte Sturgeon, dal nome della collina alle spalle della cittadina. Il 1º luglio 1852 venne inaugurato un ufficio postale con quel nome, essendo i primi coloni prevalentemente scozzesi la località venne rinominata Dunkeld, come una cittadina scozzese che era la frazione principale della Caledonia in epoca romana.
Situata in posizione strategica per il traffico stradale e circondata da terreno favorevole per la produzioni di lana, Dunkeld raggiunse la sua massima prosperità a metà del XIX secolo. Il Robertson Woolpack Inn è stato il primo edificio ad essere costruito nel 1845, seguito da altri cinque alberghi - lo Shamrock and the Western, la Royal Mail, la Collins Railway Hotel e il Family Inn. Il traffico stradale diminuì  con l'apertura della ferrovia (1877 la linea da Hamilton a Ararat, e un'altra linea di breve durata in direzione sud a Penshurst). Louis Buvelot, Eugene von Guerard e Nicholas Chevalier realizzarono dipinti della zona ispirati dalla cornice offerta dai Monte Abrupt e dal Monte Sturgeon.
Nel gennaio 1944 gli incendi distrussero un terzo delle case di Dunkeld e solo l'Hotel Royal Mail rimase in piedi dai cinque edifici originali. Oggi vi si trovano un ristorante e diversi alloggi. Vi si trovano anche un negozio di generi alimentari, due bar, un ufficio postale, una galleria d'arte, un distributore di benzina, scuole, un museo locale, una libreria, uno scalpellino d'arenaria ed un negozio di bricolage. I residenti accedono alla maggior parte degli altri servizi di cui hanno bisogno a Hamilton, anche se la linea ferroviaria è stata chiusa per alcuni anni. Ancora presente la produzione di lana nelle fattorie circostanti. L'industria del legno è ormai cessata, ma resiste ancora un vigneto locale. C'è un campeggio e una varietà di altri servizi turistici, e il turismo è ora il principale datore di lavoro nel territorio. Una proprietà di 40 ettari, Heathlands era di proprietà del naturalista Graham Pizzey, autore della Guida Field agli uccelli dell'Australia.
Dunkeld dispone di un centro per le corse di cavalli, la Dunkeld Racing Club, che gestisce la Dunkeld Cup nel mese di novembre. La città ha una squadra di calcio in comune con la vicina località di Glenthompson, la squadra è chiamata Glenthompson - Dunkeld e compete nel Mininera & District Football League. I golfisti hanno la possibilità di giocare al Golf Club Grampians in Victoria Valley Road, a Dunkeld.